# 水建馥
水建馥（1925年10月15日—2008年6月27日），中國希臘語文學研究者、翻譯者，是羅念生的學生和助手，曾在人民文學出版社、中國社會科學院外國文學研究所工作。
政治面貌是中國民主促進會（民主黨派人士）。
北京清華大學外文系英語專業1950年畢。
他是羅念生許多譯作的責任編輯，與羅念生合編《古希臘語漢語詞典》。
譯有《古希臘抒情詩選》、《古希臘散文選》、《薔薇園》（波斯古典文學名著，從英文轉譯）等書多種，與人合譯普魯塔克《希臘羅馬名人傳》等。